# اللغويات التطبيقية (مجلة)
اللغويات التطبيقية هي مجلة أكاديمية محكمة في مجال اللغويات التطبيقية أنشئت عام 1980 ونشرتها مطبعة جامعة أكسفورد . يظهر ست مرات في السنة. رئيسة التحرير الحالية هي كريستينا هيغينز (جامعة هاواي في مانوا).
وفقًا لـ Journal Citation Reports، كان للمجلة عامل تأثير لعام 2020 قدره 5.741. 

## أهداف ونطاق
تنشر المجلة أوراقًا بحثية ومقالات مفاهيمية في جميع جوانب علم اللغويات التطبيقية، مثل المعجم ، وعلم اللغة ، وتعدد اللغات ، وتحليل الخطاب ، وتعليم اللغة ، بهدف تعزيز النقاش بين الباحثين في مجالات مختلفة.  ويضم قسم "المنتدى"، الذي تم تقديمه في عام 2001، والمخصص للمساهمات القصيرة، مثل الردود على المقالات والإشعارات حول الأبحاث الحالية. 

## التجريد والفهرسة
يتم تلخيص المجلة وفهرستها بواسطة:
- الببليوغرافيا اللغوية/ الببليوغرافيا اللغوية/الببليوغرافيا اللغوية
- مؤشر التعليم البريطاني
- المحتويات الحالية
- ملخصات أبحاث التعليم
- ملخصات الإدارة التعليمية
- الببليوغرافيا الدولية للعلوم الاجتماعية
- تقارير الاقتباس في المجلة/إصدار العلوم الاجتماعية
- ملخصات اللغويات والسلوك اللغوي
- فهرس الدوريات عبر الإنترنت
- بروكويست
- سكوبوس
- مؤشر استشهاد العلوم الاجتماعية
- دراسات حول ملخصات المرأة والجنس
- الدليل الدوري القياسي

## أنظر أيضا
- قائمة مجلات اللغويات التطبيقية

## روابط خارجية
- الموقع الرسمي

قالب:Linguistics journals